# Исбелл, Харрис
Харрис Исбелл (англ. Harris Isbell) (7 июня 1910 — 23 декабря 1994) — американский врач и фармаколог, исследователь воздействия психотропных веществ на организм человека.
Ряд публицистов и правозащитников писали о связи Харриса Исбелла и его группы с ЦРУ в рамках проекта МК-Ультра.

## Биография
Родился 7 июня 1910 года в Арканзасе в семье Фрэнсиса Исбелла и Селесты Мэтьюс. В 1934 году получил степень доктора медицины на медицинском факультете Тулейнский университета, после чего занимал разные исследовательские должности, пока в 1945 году не возглавил Центр изучения аддикций (англ. Addiction Research Center). В 1963 Исбелл занял должность профессора кафедры Медицины и фармакологии медицинского факультета Кентуккийский университета.
Исбелл и его коллеги опубликовали многочисленные публикации о влиянии наркотических веществ на человека (опиатов, синтетических  опиоидов, барбитуратов, алкоголя, амфетамина, ибогаина и других). Среди этих исследований была задокументирована и описана физическая зависимость от барбитуратов, алкоголя, рост толерантности к амфетамину, клиническое использование антагонистов опиодных рецепторов таких как налоксон и налорфин, способность устранения метадоном синдрома отмены опиатов, быстрый рост толерантности при отсутствии формирования физической зависимости у ЛСД. Группой Исбелла были проверены на заключённых многие препараты от соматических заболеваний, впоследствии часть исследований были использованы экспертами ВОЗ
Харрис Исбелл умер 23 декабря 1994 года.

## Исследования
Работы Харриса Исбелла посвящены возникновению физической зависимости и привыкания к различным препаратам, купированию абстинентного синдрома, созданию современных методов оценки и опросников для измерения субъективных эффектов от наркотических веществ. 

### Люди для исследований
В работах Исбелла люди, которые принимали участие в исследованиях, значатся как «добровольцы», их нанимали в аффилированной с ARC больнице Лексингтона, где лежали больные с наркозависимостью, многие из которых были осуждены. Пациенты написали простую форму согласия для участия в эксперимент, все они были заключённые, которых привлекли обещанием оплаты в виде опиатов.

### Методология
Общая методология исследований зависимости от психоактивных веществ заключалась в детоксикации с последующим введением исследуемого вещества, чтобы попытаться вызвать зависимость. Привыкание определялось по появлению симптомов отмены при прекращении приема препарата. Иногда на пике абстинентного синдрома вводили другое вещество (например, метадон), чтобы определить, облегчает ли оно симптомы. Оценив состояние человека после резкой отмены, («ОРЗ», жарг «ОченьРезкоЗавязал», англ. Cold turkey), испытуемым обычно более плавно снижали дозировку тестируемого препарата/вещества.

### Опиаты и опиоиды
Харрис Исбелл и его команда исследовали многие опиаты и опиоиды с целью найти такой препарат, который обладал бы схожим обезболивающим эффектом, но не вызывал зависимости.

### Барбитураты
В 1950 году вышла работа группы Исбелла о последствиях длительного употребления таких барбитуратов как секобарбитал, пентобарбитал и амобарбитал. После резкого прекращения которых, наблюдался синдром отмены схожий с алкогольным. Также присутствовала интоксикация.

### Алкоголь
Исследования, опубликованные в 1955 году, проводились на зависимых другими психоактивными веществами, на что обращал внимание ещё С.Г. Жислин. Пациентам давали до 1 литра крепких спиртных напитков на протяжении 48 или 72 дней. Отмена употребления вызвала тремор и астения у всех шести испытуемых, у четверых из них начались бред и галлюцинации, а у двух произошли судорожные припадки.

### ТГК и каннабиноиды
Начиная с 1965 года Исбелл и его коллеги провели ряд исследований ТГК и  марихуаны:
- Тетрагидроканнабинол, независимо принимался ли он перорально или курился, вызывал схожие побочные эффекты с употреблением марихуаны —  тахикардию и изменение чувства времени (1967)[15].
- Сравнение эффектов ТГК и ЛСД (1969)
- Исследования парагексила и диметилгептилпирана (1971)